# مقابلة شبه مهيكلة

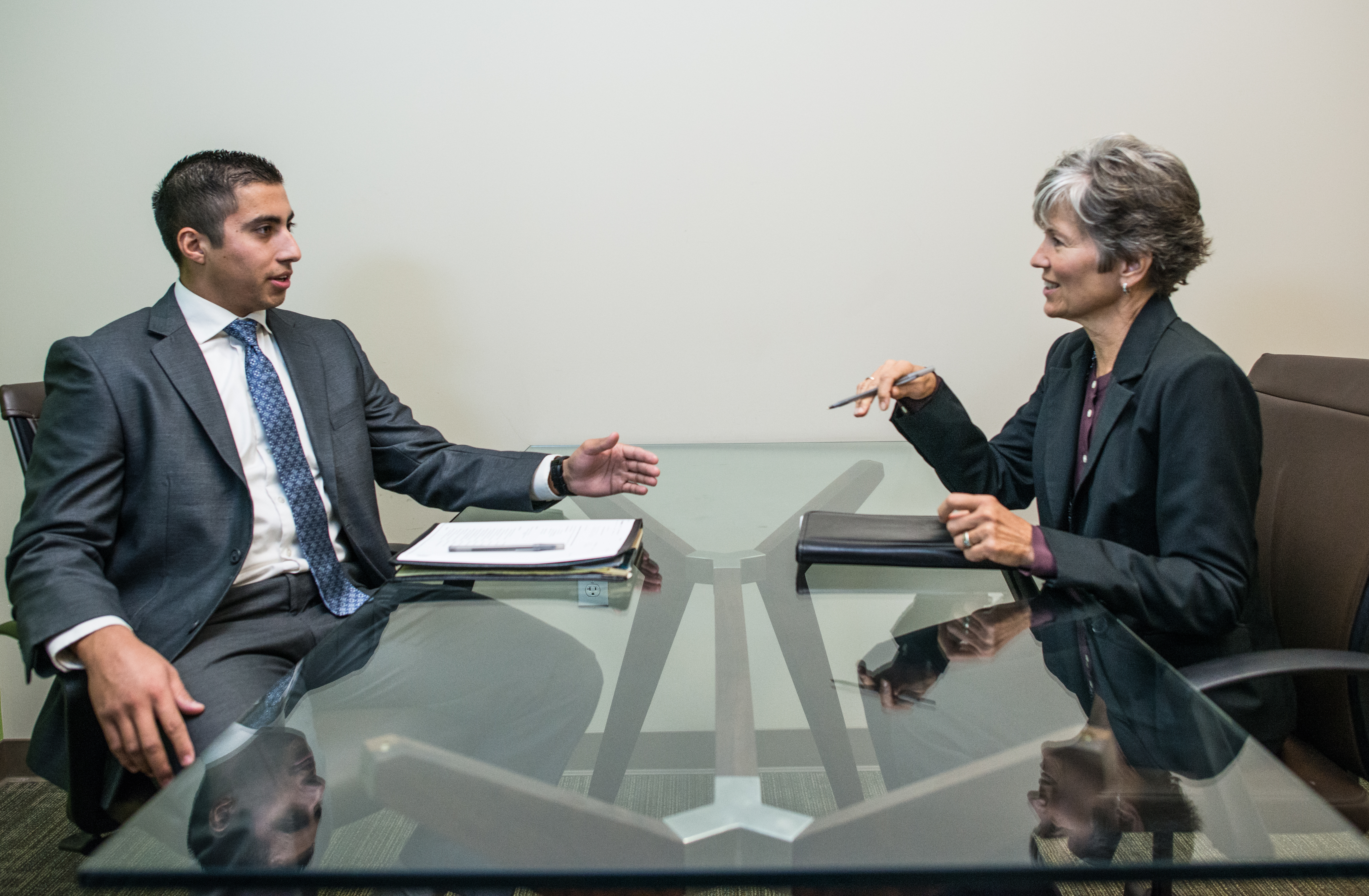

المقابلة شبه المهيكلة (ملاحظة 1) هي أسلوب من أساليب استقصاء المعلومات يستخدم عادة في العلوم الاجتماعية. في حين أن المقابلة المهيكلة يتم إعدادها مسبقاً بمجموعة محددة من الأسئلة، لا تمكنّ من المناورة، إلا أن المقابلة شبه المهيكلة تتفتح المجال للمناورة والحيود عن الأسئلة الموضوعة، مما يمكّن من ظهور أفكار جديدة أثناء المقابلة.
يستخدم أسلوب المقابلة شبه المهيكلة بشكل واسع في البحث النوعي.

## هوامش
- ملاحظة 1 المرادفات: المقابلة شبه المهيكلة أو المقابلة شبه المُعدّة، يقابلها باللغة الإنجليزية Semi-structured interview